# جون ماكغراث
جون ماكغراث (بالإنجليزية: John McGrath)‏ هو قاضي ومحامي نيوزيلندي، ولد في 10 مارس 1945 في ويلينغتون في نيوزيلندا، وتوفي في 19 أكتوبر 2018.